# Catherine Harrison
Catherine Harrison (* 9. April 1994 in Memphis) ist eine US-amerikanische Tennisspielerin.

## Karriere
Catherine Harrison spielt seit dem 6. Lebensjahr Tennis. Ihr bevorzugter Belag ist der Hartplatz. Im College spielte sie für die University of California (UCLA).
Harrison spielt vor allem auf der ITF Women’s World Tennis Tour, auf der sie bislang zwei Titel im Einzel und 14 im Doppel gewinnen konnte. In der Weltrangliste erreichte als beste Position im Einzel Platz 214 und im Doppel Platz 69.
Ihr Debüt im Hauptfeld eines WTA-Turniers gab sie im Jahr 2011 beim Cellular South Cup 2011, für den sie eine Wildcard erhielt, in der ersten Runde aber Sorana Cîrstea unterlag.

## Turniersiege

### Einzel
| Nr. | Datum            | Turnier    | Kategorie | Belag         | Finalgegnerin       | Ergebnis       |
| --- | ---------------- | ---------- | --------- | ------------- | ------------------- | -------------- |
| 1.  | 4. August 2019   | Fort Worth | ITF W25   | Hartplatz     | Chanelle Van Nguyen | 6:4, 6:0       |
| 2.  | 10. Oktober 2021 | Redding    | ITF W25   | Hartplatz     | Dalila Jakupović    | 6:1, 6:1       |
| 3.  | 10. März 2024    | Brossard   | ITF W15   | Hartplatz (i) | Jessie Aney         | 4:6, 6:1, 6:3  |
| 4.  | 31. März 2024    | Kōfu       | ITF W50   | Hartplatz     | Lee Ya-hsuan        | 6:78, 6:1, 6:1 |

### Doppel
| Nr. | Datum              | Turnier       | Kategorie   | Belag             | Partnerin          | Finalgegnerinnen                         | Ergebnis         |
| --- | ------------------ | ------------- | ----------- | ----------------- | ------------------ | ---------------------------------------- | ---------------- |
| 1.  | 26. Juli 2014      | Austin (1)    | ITF $10.000 | Hartplatz         | Mary Weatherholt   | Alexandra Cercone Alexa Guarachi         | 6:2, 7:5         |
| 2.  | 30. Juli 2016      | Austin (2)    | ITF $10.000 | Hartplatz         | Lorraine Guillermo | Madison Harrison Stephanie Nauta         | 6:4, 7:5         |
| 3.  | 17. September 2016 | Lubbock       | ITF $25.000 | Hartplatz         | Emina Bektas       | Ema Burgić Bucko Renata Zarazúa          | 6:3, 6:4         |
| 4.  | 26. November 2016  | Nashville     | ITF $25.000 | Hartplatz (Halle) | Madeleine Kobelt   | Melissa Kopinski Felicity Maltby         | 6:3, 6:0         |
| 5.  | 10. März 2018      | Antalya       | ITF $15.000 | Sand              | Sarah Lee          | Amina Anschba Melis Sezer                | 6:4, 6:3         |
| 6.  | 15. Februar 2020   | Nicholasville | ITF W100    | Hartplatz (Halle) | Quinn Gleason      | Hailey Baptiste Whitney Osuigwe          | 7:5, 6:2         |
| 7.  | 8. Mai 2021        | Naples        | ITF W25     | Sand              | Ulrikke Eikeri     | Erina Hayashi Kanako Morisaki            | 6:2, 3:6, [10:2] |
| 8.  | 19. Juni 2021      | Sumter        | ITF W25     | Hartplatz         | Emina Bektas       | Paige Hourigan Aldila Sutjiadi           | 7:5, 6:4         |
| 9.  | 23. Oktober 2021   | Macon         | ITF W80     | Hartplatz         | Quinn Gleason      | Alycia Parks Alana Smith                 | 6:2, 6:2         |
| 10. | 19. Februar 2022   | Glasgow       | ITF W25     | Hartplatz (Halle) | Quinn Gleason      | Justina Mikulskytė Walerija Sawinych     | 6:4, 6:1         |
| 11. | 6. März 2022       | Monterrey     | WTA 250     | Hartplatz         | Sabrina Santamaria | Han Xinyun Jana Sisikowa                 | 1:6, 7:5, [10:6] |
| 12. | 23. April 2022     | Orlando       | ITF W25     | Sand              | Maegan Manasse     | Hsieh Yu-chieh Hsu Chieh-yu              | 6:1, 6:0         |
| 13. | 12. November 2022  | Calgary       | ITF W60     | Hartplatz (Halle) | Sabrina Santamaria | Kayla Cross Marina Stakusic              | 7:62, 6:4        |
| 14. | 4. Mai 2024        | Lopota        | ITF W50     | Hartplatz         | Elysia Bolton      | Anastassija Solotarjowa Rada Solotarjowa | 6:4, 6:2         |
| 15. | 9. August 2025     | Southaven     | ITF W35     | Hartplatz         | Ashley Lahey       | Hiroko Kuwata Kyōka Okamura              | 6:3, 6:2         |

## Abschneiden bei Grand-Slam-Turnieren

### Doppel
| Turnier         | 2022 | 2023 | 2024 | Karriere |
| --------------- | ---- | ---- | ---- | -------- |
| Australian Open | —    | 1    | 1    | 1        |
| French Open     | 2    | —    | —    | 2        |
| Wimbledon       | 2    | —    | —    | 2        |
| US Open         | 2    | —    | 2    | 2        |

Zeichenerklärung: S = Turniersieg; F, HF, VF, AF = Einzug ins Finale / Halbfinale / Viertelfinale / Achtelfinale; 1, 2, 3 = Ausscheiden in der 1. / 2. / 3. Hauptrunde; Q1, Q2, Q3 = Ausscheiden in der 1. / 2. / 3. Qualifikationsrunde; nicht ausgetragen